# Kelowna
Kelowna est une ville canadienne située au sud de la province de Colombie-Britannique. Elle est le chef-lieu du district régional de Central-Okanagan. Elle forme avec West Kelowna une agglomération de plus de 180 000 habitants qui s'étend sur les deux rives du lac Okanagan.

## Démographie
Selon de recensement de 2021, Kelowna compte 144 576 habitants pour 181 380 dans son agglomération et 222 162 dans la région métropolitaine. Il s'agit du troisième centre en importance dans la province, après Vancouver et Victoria. Le taux de croissance de la population de 1996 à 2001 était de 8,2 %, comparativement à 4,9 % pour l'ensemble de la Colombie-Britannique. La devise de la cité est: « Fruitful in Unity », que l'on peut traduire par « Fructueuse dans l'unité ».
| 2001   | 2006    | 2011    | 2016    | 2021    |
| ------ | ------- | ------- | ------- | ------- |
| 96 288 | 106 707 | 117 312 | 127 380 | 144 576 |

### Origine ethnique
| Anglais    | 20 665 | 20 % |
| Écossais   | 16 275 | 16 % |
| Allemand   | 13 170 | 13 % |
|            | 12 410 | 12 % |
| Irlandais  | 12 265 | 12 % |
| Français   | 7 455  | 7 %  |
| Ukrainien  | 4 485  | 4 %  |
| Hollandais | 2 905  | 3 %  |
| Polonais   | 2 815  | 3 %  |
| Norvégien  | 2 765  | 3 %  |
| Suédois    | 2 380  | 2 %  |
| Russe      | 2 045  | 2 %  |
| Italien    | 1 865  | 2 %  |
| Autochtone | 1 695  | 2 %  |
| Gallois    | 1 390  | 1 %  |

## Géographie

### Situation
Kelowna est située sur la rive est du lac Okanagan, en plein cœur de la vallée du même nom. Kelowna est située à 400 kilomètres à l'est de Vancouver, 600 kilomètres à l'ouest de Calgary et 150 kilomètres au nord de la frontière entre le Canada et les États-Unis d'Amérique.
| • Aire électorale Ouest (zone 1)                                      | • Lake Country        |                       |
| • West Kelowna • Aire électorale Ouest (zones 2 et 3 : Tsinstikeptum) | Kelowna               | • Aire électorale Est |
|                                                                       | • Aire électorale Est |                       |

### Climat
| Données climatiques moyennes de 1971 à 2000 (station météo de Kelowna) | Données climatiques moyennes de 1971 à 2000 (station météo de Kelowna) | Données climatiques moyennes de 1971 à 2000 (station météo de Kelowna) | Données climatiques moyennes de 1971 à 2000 (station météo de Kelowna) | Données climatiques moyennes de 1971 à 2000 (station météo de Kelowna) | Données climatiques moyennes de 1971 à 2000 (station météo de Kelowna) | Données climatiques moyennes de 1971 à 2000 (station météo de Kelowna) | Données climatiques moyennes de 1971 à 2000 (station météo de Kelowna) | Données climatiques moyennes de 1971 à 2000 (station météo de Kelowna) | Données climatiques moyennes de 1971 à 2000 (station météo de Kelowna) | Données climatiques moyennes de 1971 à 2000 (station météo de Kelowna) | Données climatiques moyennes de 1971 à 2000 (station météo de Kelowna) | Données climatiques moyennes de 1971 à 2000 (station météo de Kelowna) | Données climatiques moyennes de 1971 à 2000 (station météo de Kelowna) | Données climatiques moyennes de 1971 à 2000 (station météo de Kelowna) |
| Grandeur mesurée                                                       | Grandeur mesurée                                                       | Janv                                                                   | Fév                                                                    | Mars                                                                   | Avril                                                                  | Mai                                                                    | Juin                                                                   | Juil                                                                   | Août                                                                   | Sept                                                                   | Oct                                                                    | Nov                                                                    | Déc                                                                    | Année                                                                  |
| ---------------------------------------------------------------------- | ---------------------------------------------------------------------- | ---------------------------------------------------------------------- | ---------------------------------------------------------------------- | ---------------------------------------------------------------------- | ---------------------------------------------------------------------- | ---------------------------------------------------------------------- | ---------------------------------------------------------------------- | ---------------------------------------------------------------------- | ---------------------------------------------------------------------- | ---------------------------------------------------------------------- | ---------------------------------------------------------------------- | ---------------------------------------------------------------------- | ---------------------------------------------------------------------- | ---------------------------------------------------------------------- |
| Température (°C)                                                       | moyenne                                                                | -3,8                                                                   | -1,1                                                                   | 3,6                                                                    | 8,2                                                                    | 12,6                                                                   | 16,3                                                                   | 19,1                                                                   | 18,7                                                                   | 13,6                                                                   | 7,2                                                                    | 1,4                                                                    | -2,9                                                                   | 7,7                                                                    |
| Température (°C)                                                       | min. moyenne                                                           | -7,4                                                                   | -5,5                                                                   | -2,4                                                                   | 0,8                                                                    | 5                                                                      | 8,6                                                                    | 10,5                                                                   | 10,2                                                                   | 5,7                                                                    | 0,9                                                                    | -2,7                                                                   | -6,4                                                                   | 1,5                                                                    |
| Température (°C)                                                       | max. moyenne                                                           | -0,2                                                                   | 3,3                                                                    | 9,6                                                                    | 15,4                                                                   | 20                                                                     | 23,9                                                                   | 27,6                                                                   | 27,3                                                                   | 21,5                                                                   | 13,4                                                                   | 5,4                                                                    | 0,6                                                                    | 14                                                                     |
| Précipitations                                                         | Pluie (mm)                                                             | 7,8                                                                    | 9,6                                                                    | 16,9                                                                   | 25,6                                                                   | 39                                                                     | 40,7                                                                   | 36,9                                                                   | 33,6                                                                   | 32,7                                                                   | 25                                                                     | 21,3                                                                   | 9,1                                                                    | 298                                                                    |
| Précipitations                                                         | Neige (cm)                                                             | 29,2                                                                   | 15,7                                                                   | 5,2                                                                    | 0,7                                                                    | 0                                                                      | 0                                                                      | 0                                                                      | 0                                                                      | 0                                                                      | 0,5                                                                    | 14,8                                                                   | 35,7                                                                   | 101,8                                                                  |

Source : Archives climatiques nationales du Canada (Environnement Canada)

## Historique
Les Oblats, des religieux français, y établissent une mission en 1859. Ce sont eux qui vont planter, quelques années plus tard, les premiers arbres fruitiers. En 1905, la cité est constituée. Elle compte 600 habitants. Kelowna devient vite un centre régional important. L'industrie forestière s'y installe. Les vergers se multiplient. Kelowna devient par ailleurs un centre de mise en marché et de distribution pour les récoltes de la région. Les vignobles font plus tard leur apparition. En mai 1914, le SS Sicamous, un bateau long de 200 pieds, commence à transporter des passagers sur le lac Okanagan, de Penticton au sud jusqu'à Vernon au nord. En 1925, le chemin de fer arrive à Kelowna. La municipalité franchit le cap des 5 000 habitants en 1941. Elle en compte 13 000 en 1961. Un pont flottant est construit en 1958 pour relier les deux rives du lac Okanagan. Cela facilite d'autant plus le transport des récoltes. En 1963, le collège Okanagan commence à offrir des cours à la population locale.
Un important feu de forêts, en 2003, entraîne l'évacuation de 30 000 habitants de Kelowna. 200 maisons sont détruites. Kelowna fête son centenaire en mai 2005. La même année, la construction d'un nouveau pont pour relier les deux rives du lac Okanagan a débuté.
En novembre 2005 se tient le sommet de Kelowna, qui réunit dix-huit dirigeants représentant les provinces et territoires du Canada ainsi que les représentants de cinq nations amérindiennes, dans le but de conclure une entente historique de reconnaissance et de coopération mutuelle. Ce sommet aboutit à la signature de l'Accord de Kelowna avec 5 nations amérindiennes, abandonné l'année suivante par le gouvernement canadien.
En juillet 2009, des feux de forêt détruisent plusieurs bâtiments dans des zones résidentielles situées le long du lac Okanagan à l'ouest de Kelowna. Environ 300 hectares de terrain sont ravagés par les flammes et 17 000 personnes sont évacuées.

## Toponyme
Le nom « Kelowna » est emprunté à la langue amérindienne colville-okanagan et signifie « grizzli femelle ». Il a été choisi en 1892 par John Coryell, qui prospecta la région pour les propriétaires du lieu, les frères Lequime. Ce nom serait une référence au surnom « kemxtús » (anglicisé en Kimache Touche et signifiant « face d'ours noir ») que les indiens avaient donné à Auguste Gillard, un robuste pionnier français au visage hirsute, qui avait préempté une parcelle en 1862, en le voyant sortir tel un ours de son « keewilly », une hutte traditionnelle indienne a moitié enterrée.
Les indiens Okanagan appelaient le lieu « Nor-kwa-stin » (« pierre noire dure ») en référence au silex qu'ils utilisaient pour aiguiser leurs pointes de flèche. Les commerçants de fourrures l'appelaient « L'Anse-au-sable » à cause du rivage sablonneux du lac.

## Économie
Les fruiticulteurs foisonnent. On y cultive la pomme, la pêche, la poire, la cerise et la prune, entre autres. Le produit des vignobles de la région est vendu partout dans le monde. Depuis 2005, le premier cru amérindien est produit par la communauté autochtone Osoyoos.
L'industrie forestière emploie de nombreux ouvriers locaux, mais le secteur des services compte maintenant plus d'employés. Cependant, le gouvernement provincial tire un revenu très important des taxes et impôts auxquels les compagnies forestières doivent se plier.
Le tourisme gagne aussi en importance. Les touristes sont attirés par le beau temps (près de 2 000 heures d'ensoleillement par année) ainsi que le monstre légendaire Ogopogo, un gigantesque serpent qui vivrait au fond du lac Okanagan. Ils y viennent aussi pour les sports nautiques en été, le ski alpin en hiver. Le Wakefest est un spectacle qui attire des milliers de gens chaque année, ainsi que de nombreux compétiteurs, certains de calibre international.
Pour accueillir les touristes et les gens d'affaires, il y a l'aéroport international de Kelowna. Pour la première fois, en 2005, l'aéroport aura accueilli plus d'un million de passagers. Cela en fait le dix ou onzième plus achalandé du Canada. Il est aussi connu comme l'aéroport ayant la plus importante croissance au pays. Les vols internationaux se font généralement entre Seattle et Kelowna. Depuis 2006, Air Transat a établi un service vers Las Vegas et le Mexique
Les touristes viennent aussi pour les régates. L'événement, la principale attraction estivale, se tient depuis 1906. Kelowna fait partie du Regional District of Central Okanagan.

## Média

### Radio
- AM 630 - CKOV, actualité/talk
- AM 1150 - CKFR, oldies
- FM 88.9 - CBTK, CBC Radio One
- FM 89.7 - CBU-3, CBC Radio Two
- FM 90.5 - CBUF, La Première Chaîne
- FM 99.9 - CHSU, CHR
- FM 101.5 - CILK, adult contemporary
- FM 104.7 - CKLZ, classic rock

### Télévision
- Émission 2: CHBC, CH
- Émission 11: Shaw TV
- Émission 5: CHKL, Global
- Émission 21: CBUFT-1, SRC
- Émission 45: CBUT-2, CBC Television
- Télévision Internet: www.okbc.tv, Télévision à la demande

## Divers
- Kelowna est également le nom donné à une nation alien dans la série Stargate SG-1, qui était tournée à Vancouver, dans la même province.